# Gravity (Lecrae)
Gravity è il sesto album in studio del rapper statunitense Lecrae, pubblicato nel 2012.

## Tracce
1. The Drop (Intro) – 2:55
2. Gravity (featuring J.R.) – 3:42
3. Walk with Me (featuring Novel) – 3:15
4. Free From It All (featuring Mathai) – 3:34
5. Fallin' Down (featuring Swoope & Trip Lee) – 4:58
6. Fakin' (featuring Thi'sl) – 4:06
7. Violence – 3:09
8. Mayday (featuring Big K.R.I.T. & Ashthon Jones) – 4:54
9. Confe$$ions – 3:18
10. Buttons – 3:46
11. Power Trip (featuring PRo, Sho Baraka & Andy Mineo) – 3:58
12. Lord Have Mercy (featuring Tedashii) – 3:36
13. I Know – 3:18
14. Tell the World (featuring Mali Music) – 3:36
15. Lucky Ones (featuring Rudy Currence) – 4:37

Edizione Deluxe iTunes
1. No Regrets (featuring Suzy Rock) – 3:36
2. Higher (featuring Tenth Avenue North) – 3:08
3. Fuego (featuring KB & Suzy Rock) – 3:47